# Kisrozvágy
Kisrozvágy é um município da Hungria, situado no condado de Borsod-Abaúj-Zemplén. Tem 8,34 km² de área e sua população em 2015 foi estimada em 169 habitantes.